# إليشا تي. باريت
إليشا تي. باريت هو سياسي أمريكي، ولد في 11 سبتمبر 1902، وتوفي في 8 مايو 1966. نشط حزبياً في الحزب الجمهوري. وقد انتخب عضو جمعية ولاية نيويورك ‏ وانتخب عضو مجلس ولاية نيويورك ‏.